# Franklin (Peanuts)
Franklin es un personaje de las tiras humorísticas Peanuts, de Charles M. Schulz. 
Se vio por primera vez en la tira del 31 de julio de 1968. Fue el primer personaje afroamericano de la serie. 
Franklin va a la escuela con Peppermint Patty y Marcie. 
En su primera tira, conoce a Carlitos Charlie Brown en la playa, durante un paseo. El padre de Franklin es un soldado que está en la guerra de Vietnam. Carlitos dice "Mi papá es barbero... También estuvo en la guerra, pero no sé cual." Más tarde, Franklin visita a Carlitos y se da cuenta de que sus amigos son muy extraños. 
La última vez que se empleó el personaje de Franklin fue en 1999.

## Significados políticos y apolíticos
La introducción de Franklin en la serie fue un hecho controversial. Sin embargo Schulz insistió en que no existió en su momento ningún motivo político en la inclusión del personaje. Extrañamente en la historieta se mencionó que Franklin era negro, la mayoría de los personajes apenas lo aceptaban como parte de la pandilla. Durante una entrevista en 1997, Schulz mencionó con desagrado haber recibido una carta de un editor del sur de los Estados Unidos "En la cual decía algo sobre, 'No me importa si tiene un personaje negro, pero por favor, no los muestre juntos en la escuela.' Porque había mostrado a Franklin sentado en frente de Peppermint Patty, Yo ni siquiera le respondí." Sin embargo, el color de piel de Franklin, fue mencionado en El Diccionario de Charlie Brown, un diccionario Ilustrado en el cual mostraba los personajes de la historieta. Franklin era tomado como referencia en la definición del color "negro" mostrando una foto de él hablando por teléfono; en la cual el color del teléfono es negro, en la entrada de descripción del diccionario también dice "negro puede referir también, al tono de piel de Franklin, que se conoce como persona negro"

## Biografía
En el colegio Franklin se sienta delante de Peppermint Patty, y es el Jardinero central del equipo de béisbol en el que juega ella.